# Sibley (Iowa)
Sibley é uma cidade localizada no estado americano de Iowa, no Condado de Osceola.

## Demografia
Segundo o censo americano de 2000, a sua população era de 2796 habitantes.
Em 2006, foi estimada uma população de 2681, um decréscimo de 115 (-4.1%).

## Geografia
De acordo com o United States Census Bureau tem uma área de
4,2 km², dos quais 4,2 km² cobertos por terra e 0,0 km² cobertos por água.

## Localidades na vizinhança
O diagrama seguinte representa as localidades num raio de 20 km ao redor de Sibley.